# Maison forte de Bron
La Maison forte de Bron est située sur la commune de Bron, dans le département du Rhône. C'est le seul vestige féodal subsistant à Bron.

## Historique
Josselme est attesté seigneur de Saint-Symphorien-d'Ozon et de Bron en 1248; c'est lui qui fait construire la maison forte. Ysnard de Bron, auparavant chanoine à Lyon, devient seigneur de Bron en 1260. Puis Jean est seigneur de Bron en 1369 et un autre Jean rend hommage au dauphin Louis en 1413. Catherine, héritière de Bron, épouse Jean de Buirin, puis en 1594 devenue veuve, elle fait don des terres de Bron à son neveu, Gaspard de Laube, par ailleurs seigneur de Beaumont et de Saint-Trivier; il avait épousé Clémence de La Porte.
Louis de Laube, leur fils puis Jacques, chevalier à la fin XVIIe siècle - début XVIIIe siècle seront seigneur de Bron. 
En 1739 André Emmanuel ( - 1754 à la maison forte de Bron), arrière-petit-fils de Louis, ancien capitaine eu régiment de Picardie, est seigneur de Bron et de Saint-Trivier; il est le fils de Philibert Hubert de Laube ( - 1715) et de Marie Fleutelot et a épousé en 1711 demoiselle Anne-Gabrielle de Menon. En 1754 à sa mort, sa fille Gabrielle hérite de Bron; elle était veuve de M. de Révillat, seigneur de Colonne. Marie ( - 1780), sa sœur cadette lui succède; elle avait épousé en 1739 son cousin Jean-Henri de Laube, chevalier, comte de Saint-Jean. En 1780 la terre passe à Jeanne Antoinette (1745 - 1831), fille des précédents, qui avait épousé en 1765, au "château" de Bron, Louis, marquis de Leusse (1737 - 1794), seigneur de Colombier, des Côtes d'Arey, de la Maison-Rouge sur Ampuis et de Meyzieu. À la Révolution, le marquis et la marquise sont arrêtés mais celle-ci parvient à s'échapper et se réfugie à La Croix-Rousse où elle dissimule un temps son identité sous le nom de veuve Pèche. En 1831 à la mort de la marquise en son château de Bron, s'éteint avec elle la famille de Laube.
En 1936 la famille Berliet achète la propriété. Plus tard un groupe immobilier divise la maison en appartements ; celle-ci devient une copropriété.

## Armoiries
- de Laube: d’azur, au chevreuil d’or franchissant un rocher de trous coupeaux d’argent.
- de Leusse: de gueules à deux brochets adossés d'argent, cantonnés au chef et aux flancs de trois croix d'or de Malte.

## Description
Cette maison forte a été érigée au XIIIe siècle. Le domaine couvrait les quartiers de la Croix et du Rafour. Jadis, un mur d'enceinte défendait la bâtisse. Une tour ronde, coiffée d'un toit conique, s'élevait à l'angle sud est de la propriété. Un long bâtiment rectangulaire s'adossait contre cette tour et se prolongeait jusqu'au pavillon sud.
Le corps de logis, de forme presque carrée, comprend un rez-de-chaussée et deux étages. Il est coiffé d'un toit de tuiles à quatre pans et flanqué au sud et à l'est de deux pavillons de moindre hauteur. À la suite des travaux effectués au XIXe siècle et au XXe siècle, en particulier le percement d'ouvertures, la demeure féodale se transforme en maison bourgeoise.

## Galerie

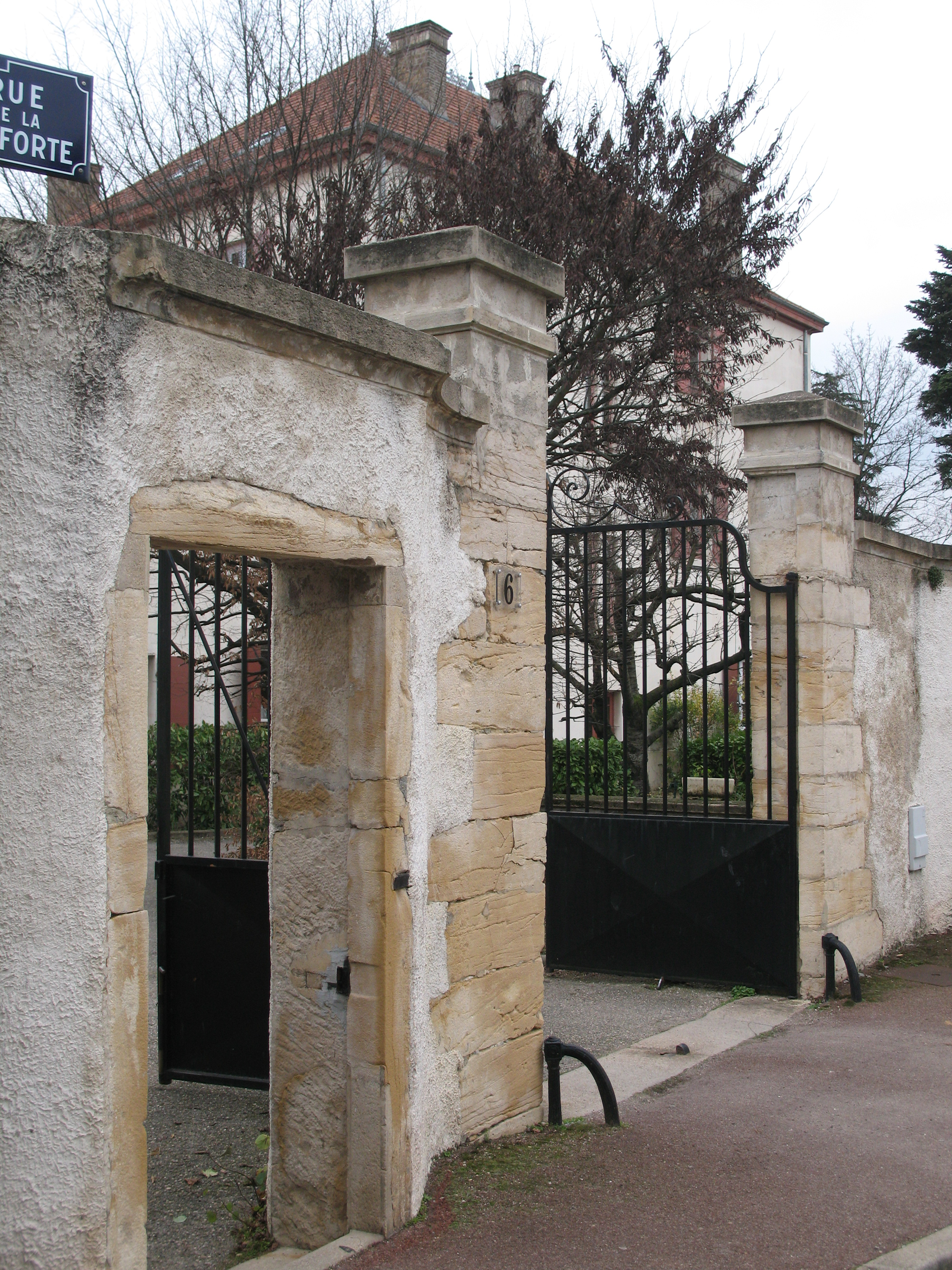
Maison forte de Bron, entrée
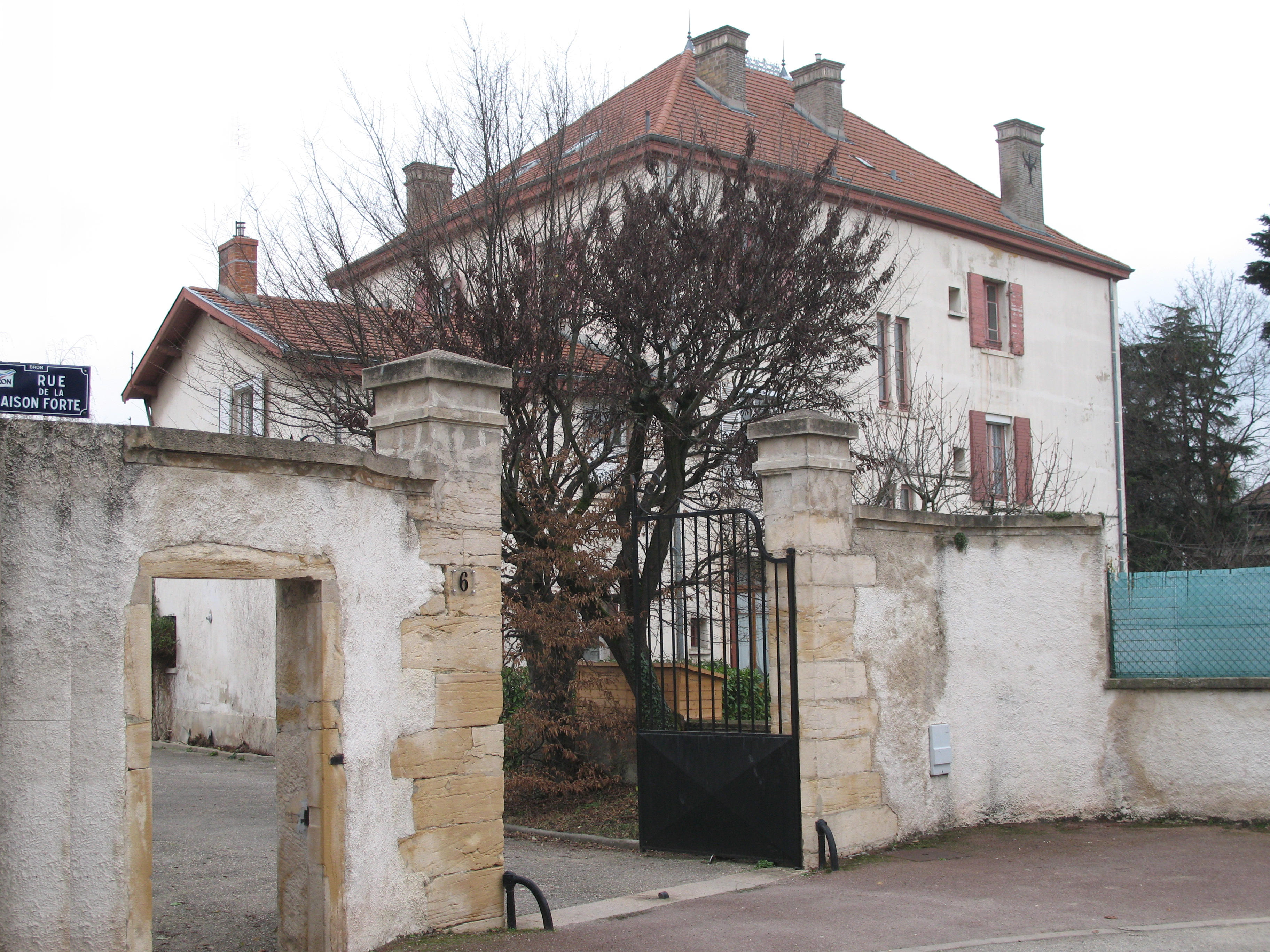
Maison forte de Bron
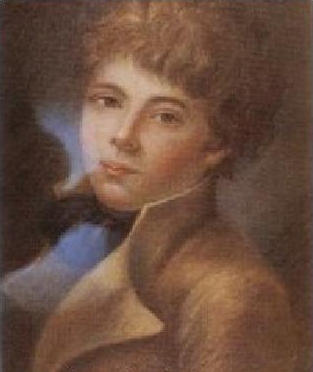
Louis, marquis de Leusse, (1737-1794)